# Протести проти розміщення евакуйованих з Китаю українців
Протести проти коронавірусу — серія протестів проти розміщення у населених пунктах України евакуйованих громадян України (з підозрою на захворювання коронавірусною хворобою 2019) з міста Ухань (КНР) до України.
Протести почалися 14 лютого 2020 року неактивною фазою по різних населених пунктах України, а закінчилися активною фазою в ніч на 20 лютого 2020 року в селищі Нові Санжари на Полтавщині, Україна. Після Санжарів були протести (значном менші) у Чернівцях 4 березня, де 3 березня був госпіталізований перший хворий на коронавірус.
5 березня 2020 року евакуйованих із Уханю випустили з карантину у санаторії в Нових Санжарах.

## Передісторія
У лютому 2020 року уряд України вирішив евакуювати своїх громадян з китайської провінції Хубей та міста Ухань у зв'язку зі спалахом коронавірусної хвороби 2019.  45 громадян України і 27 іноземців, що прибули з Китаю, необхідно було помістити під тимчасову ізоляцію з метою спостереження для дотримання епідеміологічної безпеки . Після того як українська влада почала шукати можливий заклад для такої ізоляції, у деяких населених пунктах почалися протести місцевого населення. Зокрема, у селі Микулинці на Тернопільщині були влаштовані блокпости та цілодобове чергування , а аеропорт Тернополя відмовився прийняти літак з евакуйованими з Китаю українцями . Також проти того, щоб евакуйованих  розміщували у Київській лікарні №2,  виступили депутати Гостомельської селищної ради . Найбільші протести відбулися 20 лютого 2020 року у селищі Нові Санжари Полтавської області, коли було прийняте остаточне рішення розмістити евакуйованих у місцевому медичному центрі Національної Гвардії України. Під час протистояння з силами поліції було затримано не менше 24 осіб, а 10 правоохоронців звернулися за медичною допомогою .
Перед цим було вирішено тимчасово розмістити у місцевому медичному центрі людей, евакуйованих з китайського міста Ухань, де в цей час відбувався спалах нового коронавірусу. В селищі почали перекривати дороги, сталися сутички з правоохоронцями. До селища стягнули додаткові сили Нацгвардії.
Загалом на мить посадки в літак в Ухані, прибуло 79 осіб, 1 посадку відхилили через наявність собаки, 4 особи недопущені через наявність ознак захворювання на коронавірус. Серед них 45 — українці, інші 27 — іноземці (переважно аргентинці, хоча було також двоє громадян Коста-Рики). На карантин до селища відправлено пасажирів, медперсонал групи супроводу та екіпаж літака, це 94 особи, у тому числі 22 члени екіпажу та медиків.

## Вибір місця
Під час вибору місця для карантину, розглядалися різні медичні центри: зі Львова (військовий шпиталь Винників), Тернополя (санаторій «Медобори» в Микулинцях), Київщини (Гостомель, Київська туберкульозна лікарня № 2 тощо). Чому було обрано саме Нові Санжари, влада не пояснювала.
За заявою прес-служби НГУ, заклад забезпечено потрібними засобами, він має необхідну інфраструктуру. Центр має 200 ліжко-місць, він знаходиться на території, що віддалена від самого населеного пункту Нові Санжари. Перед евакуацією медики перевірили стан здоров'я українців.

## Перебіг подій

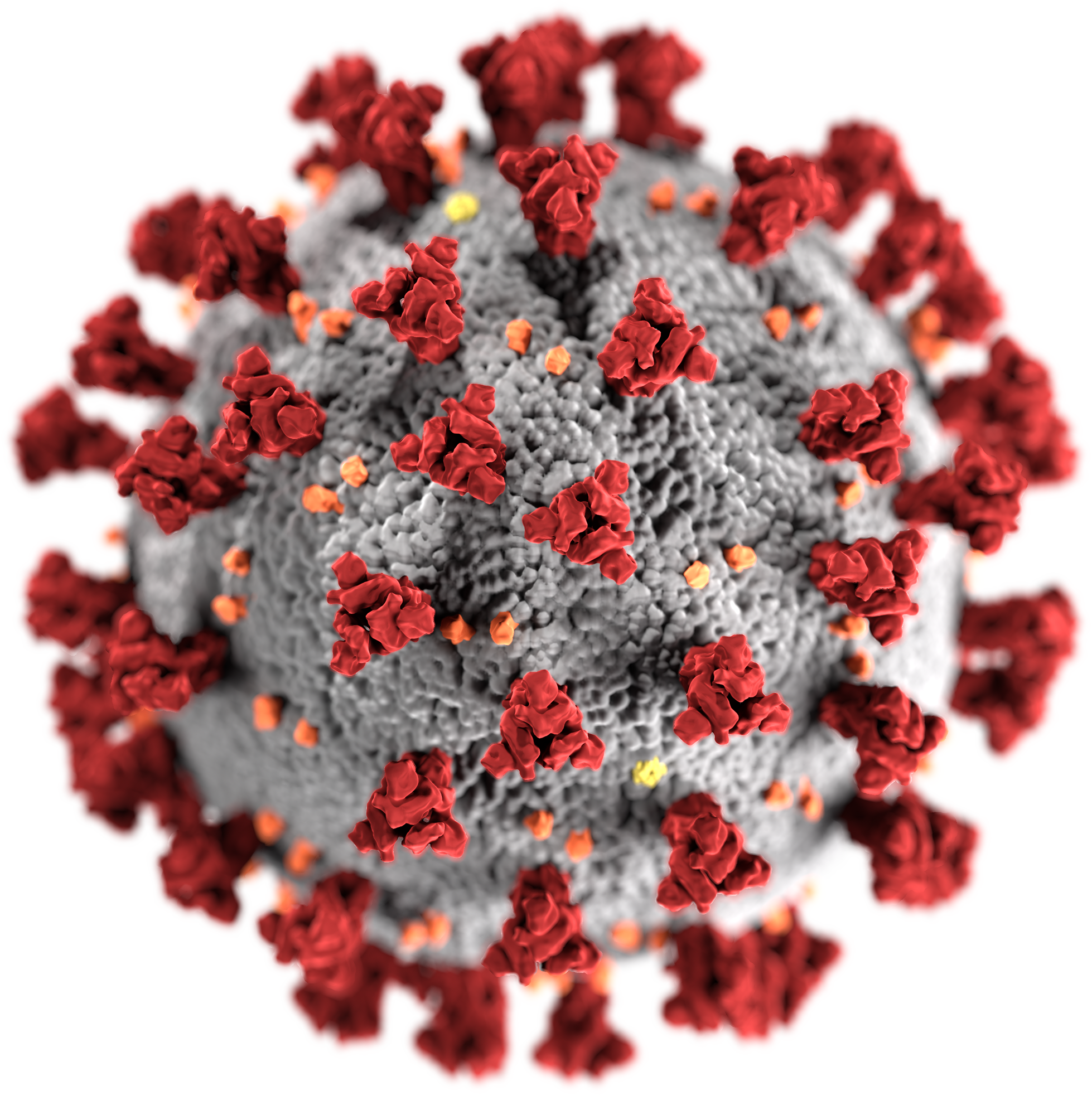
Зображення вірусу 2019-nCoV

7 лютого 2020 року Прем'єр-Міністр України Олексій Гончарук повідомив, що вилетить літак для евакуації громадян України з міста Ухань і розміщення їх в Україні.
7 лютого 2020 року Міністр Охорони Здоров'я Зоряна Скалецька повідомила, що евакуйованих українців ізолюють.
12 лютого 2020 року стало відомо, що прибуття літака затримується.
13 лютого 2020 року Укрпошта заявила, що на період Пандемії Коронавірусу припиняє приймати посилки до Китаю.
14 лютого 2020 року депутати Обухівської районної ради звернулися до Президента України Володимира Зеленського та депутата Верховної Ради від фракції «Слуга народу» Олександра Дубінського (який є мажоритарником обраним до Парламенту України від Обухівського району) щодо недопущення розміщення евакуйованих громадян України з міста Ухань на території Обухівського району.
15 лютого 2020 року у Фейсбуці з'явилася інформація, що евакуйованих з Китаю збираються розмістити у санаторії на території села Шкло Львівської Області.
16 лютого 2020 року о 14:00 годині жителі села Шкло Львівської Області масово вийшли на протест проти розміщення евокуюйованих на території села Шкло.
16 лютого 2020 року депутати Селищної Ради села Шкло Львівської Області підтримали заяву до керівництва країни про неприпустимість розміщення евокуюйованих на території села Шкло.
17 лютого 2020 року стало відомо скількох українців та іноземців евакуюють літаком з Уханя.
18 лютого 2020 року Аваков повідомив усі деталі евакуації українців з Китаю.
18 лютого 2020 року Міністр Охорони Здоровя Зоряна Скалецька повідомила про «три безпечні місця» для евакуйованих з Уханя.
18 лютого 2020 року депутати Селищної Ради Гостомеля підтримали заяву до керівництва країни про неприпустимість розміщення евокуюйованих на території Гостомеля.
18 лютого 2020 року Депутати Микулинецької сільради звернулися до президента України і закликали протидіяти приїзду людей з Китаю до санаторію «Медобори».
18 лютого 2020 року жителі міста Микулинці Тернопільської Області влаштували протести. На протести прийшло 300 людей.
18 лютого 2020 року жителі села Медобори Тернопільської Області провели Молебень проти Коронавірусу.
19 лютого 2020 року депутати Тернопільської облради одностайно підтримали заяву до керівництва країни про неприпустимість розміщення на території області евакуйованих із Китаю.
19 лютого 2020 року у Фейсбуці з'явилася інформація, що літак з евакуйованими збирається приземлятися у Львові, а самих евакуюваних збираються розмістити в санаторії у Винниках.
19 лютого 2020 року жителі Винників притягли шини та перекрили під'їзд до госпіталю ветеранів війн та репресованих у Винниках.
19 лютого 2020 року жителі села Медобори Тернопільської Області провели Молебень проти Коронавірусу.
Увечері 19 лютого 2020 року, коли ще не було точної інформації щодо місця карантину, жителі міста Нові Санжари Полтавської Області зібралися на мосту через Ворсклу, що веде до медичного центру.
Перед 20 лютого 2020 року українська влада ухвалила рішення розмістити в місцевому медичному центрі евакуйованих громадян з міста Ухань (Китай), де відбувався спалах коронавірусу. Місцеві жителі перекрили дороги з метою перешкодити розміщенню евакуйованих, а деякі, в автобуси з евакуйованими, кидали каміння. До селища вилетів прем'єр Гончарук, щоб створити оперативний штаб уряду.
20 лютого 2020 року Депутати Новосанжарської селищної ради записали звернення з протестом до президента та міністерки МОЗ Зоряни Скалецької.
20 лютого 2020 року вночі на мосту через річку Ворскла загострилося протистояння, люди почали палити шини, протестувальників стали оточувати поліціянти.
Уранці 21 лютого 2020 року Зоряна Скалецька повідомила, що буде жити із евакуйованими в карантині, але згодом повідомлялось, що вона покинула селище.
Станом на 23 лютого 2020 року, працівники поліції працювали в селищі у штатному режимі, а у жодного з евакуйованих з Уханю не було виявлено ознак захворювання.
4 березня 2020 року були протести у Чернівцях під будинком жінки, чоловік якої захворів на коронавірус. Подружжя було в Італії.
5 березня 2020 року евакуйованих із Уханю випустили з карантину. Вони провели 14 днів під карантином у санаторії в Нових Санжарах. На захід приїхав президент України Володимир Зеленський, Арсен Аваков та інші офіційні особи.

## Наслідки
21 лютого 2020 року з 900 місцевих учнів шкіл більше 400 не прийшли до шкіл через заборону батьків. Зеленський назвав ситуацію такою, що можливо має спланований політичний характер.
Внаслідок сутичок місцевих жителів із силовиками постраждало 9 правоохоронців і один місцевий. Затримано 24 найактивніші у спротиві особи, 23 з яких невдовзі відпустили на період досудового розгляду справи.

## Розслідування
Після події поліціянтами було відкрито 5 кримінальних справ. Під час заворушень постраждало щонайменше 9 поліцейських та одна цивільна людина.
25 лютого Октябрський суд Полтави обрав запобіжний захід для 4-х протестувальників, їх взяли під варту на 60 діб.
26 лютого поліція подала клопотання до Октябрського суду Полтави суду щодо утримання підозрюваних у заворушеннях під вартою. Всього поліціянти відкрили 8 справ через протести, оголосивши 10 підозр їх учасникам.
30 червня Новосанжарський районний суд Полтавської області затвердив угоду про визнання провини між обласною прокуратурою і місцевим жителем Л., обвинуваченим в блокуванні транспортних комунікацій під час евакуації українських та іноземних громадян з китайського Ухань в санаторій Національної гвардії. Дії обвинуваченого, що вплинули на "графік роботи громадського транспорту та перевізників", кваліфіковані за ч. 1 ст. 279 Кримінального кодексу України (блокування транспортних комунікацій)..
Суд оштрафував Л. на 850 грн.